# Segunda lei da geografia
A segunda lei da geografia, de acordo com Waldo Tobler, é "o fenômeno externo a uma área geográfica de interesse afeta o que acontece dentro dela". Essa lei discute a relação entre o centro e entorno de um espaço geográfico.  Esta é uma extensão da primeira. Ele o publicou pela primeira vez em 1999 em resposta a um artigo intitulado "Comentário de realocação picnofilática linear em um artigo de D. Martin" e novamente em resposta às críticas de sua primeira lei da geografia intitulada "Sobre a Primeira Lei da Geografia: Uma Resposta. "   A segunda lei da geografia de Tobler tem implicações sempre que uma fronteira é traçada em um mapa, especialmente em fronteiras arbitrárias, como fronteiras políticas.
Muitas dessas críticas estavam centradas na questão de saber se as leis eram significativas na geografia ou em qualquer uma das ciências sociais. Neste documento, Tobler propôs sua segunda lei, embora reconhecesse que outros propuseram outros conceitos para preencher o papel da 2ª lei. Tobler afirmou que este fenômeno é comum o suficiente para merecer o título de 2ª lei da geografia.  Ao contrário da primeira lei da geografia de Tobler, que é relativamente bem aceita entre os geógrafos, existem alguns candidatos ao título de segunda lei da geografia. A segunda lei da geografia de Tobler é menos conhecida, mas ainda tem implicações profundas para a geografia e a análise espacial. 

## Bases
Na análise espacial, muitas vezes (geralmente) é necessário subdividir uma área de estudo do globo. A primeira lei da geografia de Tobler afirma que “tudo está relacionado com todo o resto, mas as coisas próximas estão mais relacionadas do que as distantes”.  
Assim, a área geográfica relevante para um fenômeno em estudo estende-se muito além desta área de estudo, e esta localização geográfica relevante não é necessariamente consistente ao longo do tempo. Devido à decadência da distância, o efeito das coisas distantes diminui à medida que a distância aumenta, mas nunca chega a zero. Isso tem implicações tanto no problema da unidade de área modificável (UAM), quanto no problema de fronteira e o problema de contexto geográfico incerto.   
No problema de limites em particular, quando os limites geográficos são arbitrários e não baseados em características naturais, os fenômenos sob avaliação provavelmente continuará e será influenciado pelo espaço além da área de estudo.   

## Controvérsia
Em geral, alguns contestam todo o conceito de leis na geografia e nas ciências sociais. Essas críticas foram abordadas por Tobler e outros. No entanto, esta é uma fonte contínua de debate em geografia e é improvável que seja resolvida tão cedo.  

## Outras propostas de segundas leis da geografias
Alguns argumentaram que as leis geográficas não precisam ser numeradas. Contudo, a existência de um primeiro convida à criação de uma segunda. Além da segunda lei de Tobler, vários estudiosos propuseram candidatos para uma segunda.
- Lei da geografia de Arbia: "Tudo está relacionado a todo o resto, mas as coisas observadas em uma resolução espacial grosseira estão mais relacionadas do que as coisas observadas em uma resolução mais precisa."  [12]
- Heterogeneidade espacial: este conceito tem uma história mais longa que a primeira lei da geografia e remonta à geografia regional que enfatiza a heterogeneidade como "uma característica inescapável da geografia". A heterogeneidade espacial foi proposta pela primeira vez como "um possível candidato" da segunda lei da geografia por Michael F. Goodchild, que atribui esta lei a David Harvey. Os geógrafos chineses muitas vezes citam-na simplesmente como a "segunda lei da geografia".  [13]
- Segunda lei da geografia de Tim Foresman e Ruth Luscombe: "As coisas que sabem onde estão podem agir de acordo com seu conhecimento de localização. Coisas espacialmente habilitadas aumentaram a utilidade financeira e funcional." [14]
- O princípio da incerteza: “que o mundo geográfico é infinitamente complexo e que qualquer representação deve, portanto, conter elementos de incerteza, que muitas definições usadas na aquisição de dados geográficos contêm elementos de imprecisão e que é impossível medir a localização exatamente na superfície da Terra." [15]
- Foi proposto que a primeira lei da geografia de Tobler fosse movida para a segunda e substituída por outra. [15]